# Sablet
Sablet este o comună în departamentul Vaucluse din sud-estul Franței. În 2009 avea o populație de 1.243 de locuitori.

## Evoluția populației
| An        | 1975 | 1982  | 1990  | 1999  | 2006  | 2009  |
| --------- | ---- | ----- | ----- | ----- | ----- | ----- |
| Populație | 982  | 1.014 | 1.168 | 1.282 | 1.267 | 1.243 |